# Dziecię Jezus rozdaje chleb pielgrzymom
Dziecię Jezus rozdaje chleb pielgrzymom (hiszp. Infante Jesús distribuye pan a peregrino) – powstały w 2. poł. XVII w. obraz autorstwa hiszpańskiego malarza barokowego Bartolomé Estebana Murilla.
Obraz znajduje się w zbiorach Muzeum Sztuki Pięknej w Budapeszcie.